# Napoli che canta (film 1926)
Napoli che canta è un film del 1926 diretto da Roberto Roberti.

## Distribuzione
Paolo Cherchi Usai, critico cinematografico e direttore della George Eastman House, ha contribuito ad organizzare una proiezione speciale del film il 18 ottobre 2003 al Teatro Zancanaro di Sacile nell'ambito delle Giornate del Cinema Muto di Pordenone, con canzoni eseguite da Giuni Russo.

## Restauro
Nel 2000 Elinor Leone, una discendente del regista, ha donato la copia del film alla George Eastman House che ne ha completato il restaurato nel 2002.

## Colonna sonora
Giuni Russo ha interpretato la colonna sonora della riedizione del film, pubblicata nell'album del 2004 Napoli che canta. Nel 2019 Lina Sastri ha cantato le canzoni della colonna sonora da lei creata per il film al Teatro Petruzzelli di Bari in occasione del Bif&st, presente in sala Ennio Morricone.